# TV5 Monde
Pour les articles homonymes, voir TV5.
Ne doit pas être confondu avec TiVi5 Monde.
TV5 Monde, initialement TV5, est une chaîne de télévision généraliste francophone internationale créée le 2 janvier 1984. Siégeant à Paris, elle est détenue conjointement par des sociétés audiovisuelles publiques de France, de Belgique, de Suisse, du Canada, du Québec et de la principauté de Monaco.
TV5 Monde est l'un des trois plus grands réseaux mondiaux de télévision. Elle diffuse huit,, signaux régionalisés distincts, ainsi que deux chaînes thématiques consacrées à l'Art de vivre (Style HD) et à la Jeunesse (Tivi5monde). TV5 Québec Canada fait également partie du réseau, mais est la propriété du Consortium de télévision Québec-Canada. En tant qu'opérateur de l'Organisation internationale de la francophonie (OIF), TV5 Monde met à disposition un portail multimédia gratuit et interactif pour apprendre et enseigner le français.
Elle diffuse en français, sous-titré en treize langues sur l'hertzien, le satellite, le câble, la télévision IP et le Web. Elle est également disponible dans des hôtels, des compagnies aériennes, ferroviaires et maritimes. Disponible dans 421 millions de foyers, plus de 200 pays et territoires, TV5 Monde est regardée chaque semaine par plus de 60 millions de téléspectateurs en 2022, (audience cumulée hebdomadaire).

## Histoire

### 1984 - 2001: Débuts et extension de TV5
TV5 est créée à Paris le 2 janvier 1984, sous l'impulsion du ministère des Affaires étrangères français alors dirigé par Claude Cheysson, par cinq chaînes de télévision publiques francophones : les françaises TF1, Antenne 2, et FR3, la TSR suisse et la RTBF belge. Ces cinq partenaires sont à l'origine du chiffre « 5 » de TV5. La chaîne émet alors 3 heures par jour,,. En France, TV5 Monde commence à se faire connaître du grand public en mettant à l'antenne lors de son inauguration commerciale de la télévision par câble à Cergy-Pontoise le 18 décembre 1985,avec RTL, TMC, Sky1, 2 chaînes locales, et quelques jours plus tard Canal J.
En 1986, le Consortium de Télévision Québec-Canada (CTQC) rejoint les cinq partenaires,. L'année suivante, à la suite de sa privatisation, TF1 quitte l'actionnariat de TV5, mais continue cependant à lui fournir des programmes jusqu'en 1995. Le 1er septembre 1988, la chaîne TV5 Québec Canada qui émet depuis Montréal est créée,. En 1989, TV5 se dote d'une rédaction et diffuse ses premiers journaux télévisés. À cette époque, la chaîne met aussi en place une présence humaine inter-programmes avec des speakers pour lancer les différentes émissions et faire la météo européenne. Ainsi, des présentateurs comme Jean-Marc Laurent ou Eve Biazzi y sont présents. En 1991, la chaîne émet 14 heures par jour en semaine et 18 heures le week-end.
En 1992, TV5 poursuit son extension extra-européenne avec le lancement de TV5 Afrique à destination de l'Afrique francophone, et TV5 Amérique Latine à destination de l'Amérique latine et des Caraïbes. La chaîne émet 24h/24 à partir de 1993, et lance son site internet en 1995. Ce site compte deux portails pédagogiques multilingues pour apprendre et enseigner le français gratuitement. Ils proposent des exercices interactifs ludiques, des vidéos et des articles pour les élèves, et mettent à disposition des enseignants différents contenus sur lesquels s'appuyer pour leurs cours.
En 1996, la zone de couverture de la chaîne s'élargit à l'Asie-Pacifique avec la création de TV5 Asie à la suite du lancement du satellite de télécommunications Asiasat 2 le 28 novembre 1995. En 1997, TV5 ouvre son premier bureau régional en Asie à Bangkok (Thaïlande). La chaîne s'étend ensuite aux États-Unis avec TV5 États-Unis et enfin au monde arabe avec TV5 Orient en 1998,,.
En 1999, TV5 passe au numérique et se voit régionalisée en 7 chaînes indépendantes : TV5 Afrique, TV5 Amérique Latine, TV5 États-Unis, TV5 Europe, TV5 Orient, TV5 Québec Canada et la nouvelle TV5 France-Belgique-Suisse. Cette dernière est issue de la scission du signal européen en deux : TV5 France-Belgique-Suisse à destination des pays francophones et TV5 Europe pour les autres. TV5 met en place une nouvelle programmation articulée autour de l'information avec des flashs toutes les heures, deux journaux télévisés de sa propre rédaction et la rediffusion des JT de ses actionnaires,. Cette même année, le groupement d'intérêt économique (GIE) formé par La Cinquième et Arte France devient actionnaire de TV5 à hauteur de 12,5 %. TV5 diffuse quelques émissions d'Arte France qu'elle co-produit ou achète et réalise le sous-titrage en plusieurs langues,.

### 2001 - 2008: Réforme de TV5 Monde
Dès 1998, des tensions apparaissent entre l'opérateur européen, Satellimages-TV5, et celui canadien-québécois, le Consortium de Télévision Québec-Canada (CTQC). Elles concernent la gestion par le CTQC de TV5 États-Unis et TV5 Amérique latine dont les audiences sont décevantes, mais aussi la structure juridique de TV5 dans son ensemble. Pour trouver une solution, la Conférence des ministres responsables de TV5 a lieu le 27 octobre 2000 à Vevey en Suisse. Les ministres décident de réformer en profondeur les structures de la chaîne afin de former un réseau mondial géré depuis Paris. Un accord est signé à Ottawa au Canada le 22 juin 2001 après plusieurs mois de discussions. Les différentes chaînes TV5 sont regroupées sous la direction de l'opérateur européen. La gestion des signaux TV5 États-Unis et TV5 Amérique latine est transférée à TV5 Monde, tandis que le CTQC garde le contrôle de TV5 Québec Canada,,.
L'information prend une place particulièrement importante à l'antenne au début des années 2000. Lors des attentats du 11 septembre 2001, TV5 interrompt ses programmes pendant 6 jours pour diffuser des reportages et des débats. Le directeur de l'information déclare à ce propos :

« Nous avons été les seuls à assurer une couverture TV mondiale en français, comme Radio France Internationale (RFI) l’a fait pour la radio »

— Philippe Dessaint, directeur de l'information de TV5.
En 2002, le président de la République Jacques Chirac lance le projet d'une chaîne française d'information internationale, concurrente de CNN International, BBC World News et Al Jazeera. Plusieurs rapports préconisent de s'appuyer sur l'expérience internationale de TV5 Monde ainsi que sur les autres opérateurs publics (France Télévisions, RFI, RFO, Arte, AFP, Euronews) et privés (TF1, Canal+). Mais l'Élysée décide d'un partenariat à 50/50 entre le groupe privé TF1 et le groupe public France Télévisions. France 24 commence à émettre le 6 décembre 2006 dans le monde entier.
En 2003, TV5 couvre la guerre en Irak de façon importante. La chaîne interrompt ses programmes habituels dès le 19 mars 2003, veille du déclenchement des opérations, pour diffuser les images fournies par ses partenaires actionnaires (France Télévisions, Radio-Canada, la TSR et la RTBF) et étrangers (notamment CNN et Al-Jazeera avec lesquels TV5 est alors lié par contrat). TF1 autorise également exceptionnellement TV5 à reprendre ses journaux et ceux de LCI en cas de besoin.
Le 19 septembre 2005, la XIXe Conférence des ministres responsables de TV5 se tient à Bruxelles en Belgique. Les ministres signent la Charte de la chaîne qui définit les missions et le mode d'organisation de la chaîne et rappelle ses principes fondateurs. Sa mission générale consiste à assurer le rayonnement mondial du patrimoine audiovisuel francophone dans toute sa diversité en reflétant la dimension multilatérale de la francophonie,,.
Le 2 janvier 2006, TV5 est renommée TV5 Monde (stylisé « TV5MONDE ») pour souligner son statut de chaîne mondiale et francophone, et pour faire face à l'arrivée prochaine de la chaîne d'information internationale France 24. Ce changement de nom ne s'applique cependant qu'aux signaux diffusés par l'opérateur européen TV5 Monde, et pas à celui québécois-canadien TV5 Québec Canada qui conserve l'appellation TV5. La chaîne dispose également d'un nouveau dispositif technique de diffusion, production et post-production,,,. TV5 Monde ferme son bureau régional de Bangkok en mai 2006 pour le relocaliser à Hong Kong en août 2007[source secondaire souhaitée].

### Depuis 2008: développement de TV5 Monde
Le 30 novembre 2007, le président de la République Nicolas Sarkozy se voit remettre un rapport sur l'audiovisuel extérieur de la France qui préconise de créer une holding qui chapeauterait les chaînes de télévision TV5 Monde et France 24, et la radio RFI. Il s'agit de mutualiser les moyens et coordonner les activités des sociétés audiovisuelles françaises diffusant à l'étranger. Les administrateurs de TV5 Monde se montrent inquiets face à ce projet franco-français pour lequel ils n'ont pas été consultés. Des tensions apparaissent sur l'autonomie éditoriale de la chaîne, son identité et son financement. Un accord est finalement trouvé après d'âpres discussions : la holding ne gérera que la participation française au sein de la chaîne à hauteur de 49 %,. La holding Audiovisuel extérieur de la France (future France Médias Monde) est créée le 4 avril 2008.
En mars 2009, TV5 Monde lance son site internet mobile. Le 23 juin, elle lance Tivi5Monde Plus, la première web TV qui s'adresse aux jeunes francophones de trois à douze ans. La chaîne est diffusée en Europe non francophone, en Afrique, en Amérique latine, en Asie et dans le monde arabe. Elle propose des dessins animés, des divertissements, des programmes éducatifs et de l'information fournis par les chaînes partenaires de TV5 Monde,. Le 5 septembre, TV5 Monde lance TV5 Monde Pacifique à destination des territoires situés entre les fuseaux horaires UTC+8 (Hong Kong) et UTC+12 (Nouvelle-Zélande). Le nouveau signal permet de mieux répondre aux horaires et aux attentes des téléspectateurs du Pacifique par rapport à TV5 Monde Asie qui couvre une plus large zone entre UTC+5:30 et UTC+12. Ce même mois, la chaîne passe au format 16/9, inaugure un nouveau plateau d'enregistrement et signe un partenariat avec le câblo-opérateur américain Comcast pour être diffusée (moyennant 9,99 $ par mois) dans les États d'Oregon et de Washington couvrant 500 000 abonnés supplémentaires. En décembre 2009, elle met en place le sous-titrage en japonais sur TV5 Monde Pacifique[source insuffisante].
Le 25 mai 2010, à l'occasion de la journée mondiale de l'Afrique, TV5 Monde lance TV5 Monde+ Afrique, une web TV destinée au continent africain disponible dans le monde entier. TV5 Monde met en place le sous-titrage en coréen sur TV5 Monde Pacifique en décembre 2010, en polonais sur TV5 Monde Europe en mars 2011 et en vietnamien sur TV5 Monde Asie en avril[source insuffisante].
Le 27 janvier 2012, TV5 Monde lance TiVi5 Monde, la première chaîne jeunesse en français aux États-Unis. Elle reprend les programmes (dessins animés, films, émissions éducatives) de la web TV Tivi5Monde Plus lancée en 2009, mais qui se trouve être géobloquée aux États-Unis,.
En juillet 2013, France Médias Monde cède 36,42 % de ses parts de TV5 Monde à France Télévisions pour un montant de 446 000 euros. France Télévisions monte ainsi sa participation à 49 % tandis que France Médias Monde ne détient plus que 12,58 % du capital. Cet échange permet de retrouver la situation antérieure à la création de FMM en 2008, lorsque France Télévisions est alors son actionnaire principal.
En novembre 2014, le site Apprendre le français devient disponible dans une huitième langue : l'arabe.
En février 2015, TV5 Monde lance TV5 Monde Brésil, exclusivement destiné au territoire brésilien. Cette nouvelle chaîne remplace TV5 Monde Amérique Latine afin de pouvoir respecter le quota de production locale imposé par la nouvelle loi de 2012 sur l'audiovisuel brésilien. Elle diffuse des films, des séries, des documentaires et des émissions d'information et de divertissement, sous-titrés en espagnol et en portugais pour la moitié des programmes.
Le 8 avril 2015, TV5 Monde inaugure une nouvelle chaîne thématique sur l'« art de vivre à la française », TV5 Monde Style HD, en présence du ministre des Affaires étrangères Laurent Fabius. Disponible au Moyen-Orient et en Asie puis en Afrique et aux États-Unis,, elle est sous-titrée en anglais, chinois et en arabe. Elle diffuse des programmes sur la mode, le luxe, l'hôtellerie, la joaillerie, la gastronomie, l'œnologie, le design, l'art des jardins, l'architecture, le patrimoine culturel et historique[source insuffisante],...
Le mercredi 8 avril 2015, à 22 h (HAEC), TV5 Monde est victime d'une cyberattaque de grande envergure, sans précédent dans l'histoire de la télévision. Les onze chaînes du groupe virent à l'écran noir, et les réseaux sociaux et le site internet sont détournés. Les pirates postent sur la page Facebook de la chaîne des documents présentés comme des pièces d'identité et des CV de proches de militaires français impliqués dans les opérations contre l'État islamique. Au bout de deux heures, les équipes de la chaîne parviennent à reprendre la main sur la page Facebook, le compte Twitter et le site mobile de TV5 Monde, mais le site internet reste indisponible. Les programmes des chaînes reprennent petit à petit à partir de 5 h le jeudi 9 avril. En juillet, les journalistes de la chaîne ne peuvent toujours pas accéder à l'intégralité du réseau informatique de la chaîne, tandis que le coût de l'attaque est estimé à près de 5 millions d'euros pour l'année 2015,,, À la suite de cette attaque, TV5 Monde prévoit d'investir au moins 10 millions d'euros dans sa cybersécurité dans les années qui suivent.
En juin 2016, TV5 Monde lance en Afrique sa chaîne jeunesse Tivi5 Monde, déjà diffusée depuis 2012 aux États-Unis. La chaîne diffusera 12 % de productions africaines. Elle est parrainée par Dominique Ouattara, première dame de Côte d'Ivoire et présidente de la Fondation Children of Africa.
Le  9 décembre 2021, l'adhésion de la future chaîne monégasque Monte-Carlo Riviera est actée, la Principauté de Monaco devenant le sixième bailleur de fonds de TV5 Monde. La future chaîne TV Monaco pourra ainsi livrer des programmes à TV5 Monde dès le deuxième semestre 2023,.
En mai 2024, Rachida Dati, nouvelle ministre de la culture, annonce à Yves Bigot qu'il ne sera pas reconduit. Celui-ci annonce aussitôt sa démission pour la fin juin 2024 et Delphine Ernotte nomme à sa place Christophe Tardieu en tant que PDG par intérim à partir du 1er juillet 2024. À la même période, Paul Germain devient directeur par intérim de l'information de TV5 Monde, en remplacement de Françoise Joly. Le 2 octobre 2024, le conseil d'administration nomme Kim Younes Charbit à la présidence de la chaîne,.
Le 13 mai 2025, la Haute autorité de la Communication (HAC) du Mali, coupe la diffusion, au Mali.

## Identité visuelle

### Habillage
Le 31 janvier 2003, TV5 adopte un nouvel habillage créé par la société Dream On.
Le 2 janvier 2006, TV5 est renommée TV5 Monde (stylisé « TV5MONDE »). La chaîne en profite pour mettre en place un nouveau logo et un nouvel habillage conçu par l'agence Dream On. Il s'articule en trois mouvements : la rotation évoquant celle de la terre ou de l'horloge, la tectonique des plaques illustrant la rencontre des continents et des cultures, et le mobile exprimant le mouvement. La signature sonore est réalisée par le studio Chez Jean.
Le 26 janvier 2009, à l'occasion de ses 25 ans, TV5 Monde adopte un nouvel habillage réalisé par l'agence Gédéon. La lettre « O » du logo est au cœur de l'habillage en se transformant en ondes qui viennent dévoiler les programmes.
Le 27 octobre 2013, à l'occasion de ses futurs 30 ans, TV5 Monde adopte un nouvel habillage réalisé par l'agence Dream On. La charte graphique s'appuie sur trois principes : une ligne d'horizon symbolisant l'ouverture sur le monde, une lumière portée par un halo illustrant le rayonnement de TV5 Monde et des couleurs porteuses de la culture et de la diversité,.

### Logos
Le premier logo de TV5 est formé des lettres T et V et du chiffre 5, vus en perspective cavalière afin de leur donner du relief, et utilisant les trois couleurs rouge vert bleu du codage des images télévisées. Le générique d'ouverture d'antenne présente sur un fond de mappemonde un satellite relayant la diffusion des cinq télévisions partenaires représentées par leur logo.
En 1995, c'est un logo bleu foncé que la chaîne s'offre.
Le 2 janvier 2006, TV5 est renommée TV5 Monde (stylisé « TV5MONDE »). La chaîne en profite pour mettre en place un nouveau logo, ayant un dégradé de couleur bleu.
Le 26 janvier 2009, la chaîne adopte un logo bleu clair.
Le 4 décembre 2021, la chaîne adopte un tout nouveau logo, de couleur bleu marine, et bénéficie de ce fait, d'un nouvel habillage antenne.

Logo de TV5 du 2 janvier 1984 au 5 septembre 1988.
Logo de TV5 du 10 avril 1995 au 2 janvier 2006.
Logo de TV5 Monde du 2 janvier 2006 au 26 janvier 2009.
Logo de TV5 Monde du 26 janvier 2009 au 4 décembre 2021.
Logo de TV5 Monde depuis le 4 décembre 2021.

### Slogans
- 1984 - 1995 : « La Télévision internationale de la Langue Française »
- 1995 - 1998 : « La Télévision Internationale »
- 1998 - 2006 : « Le Centre du Monde est partout »[53]
- 2006 - 2012 : « Un Monde, des Mondes, TV5MONDE (s) »[54]
- 2012 - 2021 : « La chaîne Culturelle Francophone Mondiale »
- Depuis 2021 : « Regarder le Monde avec attention »

## Organisation

### Conférence des ministres
La conférence des ministres regroupe les ministres responsables de TV5 issus des gouvernements actionnaires de la chaîne : le Canada, la Communauté française de Belgique, la France, le Québec, la Suisse et la Principauté de Monaco,. Des gouvernements partenaires, notamment ceux qui financent volontairement TV5 Monde, et des organismes de la francophonie peuvent être invités à y assister.

### Conseil d'administration
Le conseil d'administration est composé des représentants des télévisions nationales publiques des pays actionnaires.
Le président du conseil d'administration est également le président directeur général de TV5 Monde jusqu'en 2008 lorsque la présidence est séparée de la direction générale de la chaîne. De 2008 à 2013, la présidence est assurée par le PDG de France Médias Monde, actionnaire principal de TV5 Monde. À la suite de l'échange de capital entre France Médias Monde et France Télévisions en 2013, le président est désormais le PDG de France Télévisions.

### Conseil de coopération de TV5 Monde Afrique
Le conseil de coopération de TV5 Monde Afrique est composé des représentants de six télévisions nationales africaines et des organismes représentés au conseil d'administration de TV5 Monde. Il propose les orientations générales en matière de programmes africains, promeut la présence africaine dans les grilles de la chaîne et fait état des projets de co-production. Il a une fonction consultative.

### Direction

#### Présidents du CA
| Période                      | Nom                       | Notes                                                   |
| ---------------------------- | ------------------------- | ------------------------------------------------------- |
| 1990 - 1998                  | Patrick Imhaus            |                                                         |
| 1998 - octobre 2001          | Jean Stock                |                                                         |
| octobre 2001 - novembre 2004 | Serge Adda                |                                                         |
| novembre 2004 - avril 2005   | Marie-Christine Saragosse | par intérim                                             |
| avril 2005 - avril 2006      | Jean-Jacques Aillagon     |                                                         |
| avril 2006 - avril 2008      | François Bonnemain        |                                                         |
| avril 2008 - juillet 2012    | Alain de Pouzilhac        | Président de l'Audiovisuel extérieur de la France (AEF) |
| juillet-octobre 2012         | Pierre Hanotaux           | Président de l'AEF par intérim                          |
| octobre 2012-janvier 2013    | Marie-Christine Saragosse | Présidente de l'AEF                                     |
| janvier 2013-août 2015       | Rémy Pflimlin             | Président de France Télévisions                         |
| Depuis août 2015             | Delphine Ernotte          | Présidente de France Télévisions                        |

#### Directeurs généraux
| Période                           | Nom                       | Notes                                           |
| --------------------------------- | ------------------------- | ----------------------------------------------- |
| 1998-2005                         | Marie-Christine Saragosse |                                                 |
| 2005-2008                         | vacant                    |                                                 |
| avril 2008 - 5 décembre 2012      | Marie-Christine Saragosse |                                                 |
| 5 décembre 2012-10 janvier 2022   | Yves Bigot                |                                                 |
| 10 janvier 2022 - 30 juin 2024    | Yves Bigot                | PDG de la SAS (Société par actions simplifiées) |
| 1er juillet 2024 - 2 octobre 2024 | Christophe Tardieu        | PDG par intérim                                 |
| Depuis le 2 octobre 2024          | Kim Younes Charbit (d)    | PDG pour un mandat de cinq ans,                 |

#### Directeurs généraux adjoints
| Période                 | Nom                       | Notes |
| ----------------------- | ------------------------- | ----- |
| 1997-1998               | Marie-Christine Saragosse |       |
| avril 2007 - avril 2008 | Yves d'Hérouville         |       |

### Capital
Répartition du capital de TV5 Monde en janvier 2022
- France Télévisions (46,42 %)
- France Médias Monde (11,97 %)
- Arte France (3,12 %)
- INA (1,65 %)
- RTBF (10,53 %)
- SRG/SSR (10,53 %)
- Société Radio-Canada (6,32 %)
- Télé-Québec (4,21 %)
- TV Monaco (5,26 %)

,
En 2022, le capital social de TV5 Monde est fixé à 144 822,22 € divisé en 9500 actions. Il est détenu par des sociétés audiovisuelles publiques de six états et provinces francophones.
- France : France TV à 46.42 %[88], France Médias Monde à 11.97 %[91], Arte France à 3,12 % et l'INA à 1,65 %[91].
- Suisse : SRG/SSR via RTS à 10,53 %[88].
- Belgique : RTBF à 10,53 %[91].
- Canada : CBC/SRC à 6,32 %[88]
- Québec : Télé-Québec à 4,21 %[88].
- Monaco : TV Monaco à 5.25 %[89].

De 2008 à 2013, France Médias Monde possède alors 49 % du capital et France Télévisions, 12,58 %. En juillet 2013, France Médias Monde cède 36,42 % de ses parts à France Télévisions pour un montant de 446 000 euros. Cet échange permet de retrouver la situation antérieure à la création de France Médias Monde (alors nommé Audiovisuel extérieur de la France) en avril 2008, lorsque France Télévisions est son actionnaire principal.
De 2013 à 2021 France Télévisions possède 49 % du capital et France Médias Monde 12,64 %, la RTS (SRG/SSR) 11,11 %, la RTBF 11,11 %, Société Radio Canada 6,67 %, Télé Québec 4,44 %, Arte France 3,29 % et l'INA 1,74 %.
Le 9 décembre 2021, le conseil d'administration de TV5MONDE valide l'adhésion de Monaco.

### Mission
TV5 Monde est l'un des quatre opérateurs de l'Organisation internationale de la francophonie (OIF). Elle est également un participant agréé de l'Union européenne de radio-télévision (UER) depuis mai 1998. Elle assure également la promotion de la langue française.

### Budget
La source de financement principale de TV5 Monde est la contribution publique des États actionnaires, c'est-à-dire en 2014 : la France à hauteur de 70 % du budget total, la Belgique à 7 %, la Suisse à 7 %, le Canada à 4 %, et le Québec à 3 %. Depuis quelques années, des pays africains participent volontairement au budget de la chaîne à hauteur de leurs moyens. TV5 Monde possède également des ressources propres qu'elle tire notamment de la publicité et des abonnements.
|                         |                                | 1997  | 1998  | 1999  | 2000  | 2001  | 2002  | 2003  | 2004  | 2005  | 2006  | 2007  | 2008  | 2009  | 2010   | 2011   | 2012   | 2013   | 2014   | 2015   | 2016 | 2017  |
| ----------------------- | ------------------------------ | ----- | ----- | ----- | ----- | ----- | ----- | ----- | ----- | ----- | ----- | ----- | ----- | ----- | ------ | ------ | ------ | ------ | ------ | ------ | ---- | ----- |
| Contributions publiques | France                         | 35,43 | 41,69 | 53,27 | 56,03 | 58,92 | 64,15 | 65,09 | 66,63 | 67,60 | 65,63 | 69,76 | 70,02 | 70,58 | 72,53  | 74,95  | 75,03  | 75,03  | 76,23  | 76,2   | 76,9 | 78,36 |
| Contributions publiques | Belgique                       | NC    | NC    | NC    | NC    | NC    | NC    | NC    | NC    | NC    | NC    | NC    | 4,68  | 5,69  | 6,48   | 7,11   | 7,65   | 7,80   | 7,78   | 8,10   | NC   | NC    |
| Contributions publiques | Suisse                         | NC    | NC    | NC    | NC    | NC    | NC    | NC    | NC    | NC    | NC    | NC    | 4,57  | 5,69  | 6,41   | 7,03   | 7,64   | 7,86   | 7,99   | 7,99   | NC   | NC    |
| Contributions publiques | Canada                         | NC    | NC    | NC    | NC    | NC    | NC    | NC    | NC    | NC    | NC    | NC    | 3,04  | 4,28  | 4,44   | 4,55   | 4,68   | 4,82   | 4,82   | 4,82   | NC   | NC    |
| Contributions publiques | Québec                         | NC    | NC    | NC    | NC    | NC    | NC    | NC    | NC    | NC    | NC    | NC    | 2,03  | 2,85  | 2,87   | 2,97   | 3,04   | 3,13   | 3,13   | 3,15   | NC   | NC    |
| Contributions publiques | États africains                | NC    | NC    | NC    | NC    | NC    | NC    | NC    | NC    | NC    | NC    | NC    | 0     | 0,05  | 0,18   | 0,20   | 0      | 0,10   | 0,10   | 0,10   | NC   | NC    |
| Ressources propres      | Ressources propres             | NC    | NC    | NC    | NC    | NC    | NC    | NC    | NC    | NC    | NC    | NC    | 8,60  | 9,44  | 11,14  | 11,02  | 11,82  | 9,24   | 9,63   | 10,25  | NC   | NC    |
| Budget total            | Budget total                   | NC    | NC    | NC    | NC    | NC    | NC    | 82,23 | 86,25 | 88,64 | 90,47 | 91,89 | 92,65 | 98,57 | 104,05 | 107,82 | 109,86 | 107,98 | 109,68 | 109,79 | NC   | NC    |
| Dépenses                | Coûts des grilles de programme | NC    | NC    | NC    | NC    | NC    | NC    | NC    | NC    | NC    | NC    | NC    | NC    | NC    | NC     | -75,44 | -76,90 | -76,32 | -75,76 | -74,79 | NC   | NC    |
| Dépenses                | Autres dépenses                | NC    | NC    | NC    | NC    | NC    | NC    | NC    | NC    | NC    | NC    | NC    | NC    | NC    | NC     | -30,44 | -32,86 | -31,61 | -33,80 | -34,98 | NC   | NC    |
| Résultat                | Résultat                       | NC    | NC    | NC    | NC    | NC    | NC    | NC    | NC    | NC    | NC    | NC    | NC    | NC    | NC     | 1,94   | 0,10   | 0,05   | 0,13   | 0,11   | NC   | NC    |

### Siège
Le siège social et les studios parisiens de TV5 étaient initialement installés dans les locaux historiques de la télévision française, au 13-15 rue Cognacq-Jay dans le 7e arrondissement de Paris. Elle partage alors l'immeuble avec de nombreuses autres chaînes telles que TF1 avant sa privatisation, et France 2 et France 3 avant leur intégration dans France Télévisions.
Du 6 juin au 25 juillet 2006, TV5 Monde déménage au 131 avenue de Wagram, dans le 17e arrondissement de Paris.

### Effectif
En 2009, TV5 Monde compte 300 employés, dont un peu plus d'une soixantaine de journalistes.
En 2021, elle emploie près de 400 salariés (ETP), dont 65 journalistes et plusieurs dizaines de pigistes.

## Programmes
TV5 Monde est une chaîne généraliste qui diffuse des films, des séries ou téléfilms, des documentaires, des magazines d'actualité, des programmes de divertissement, de culture, des émissions musicales ou jeunesses ainsi que du sport. Elle produit certains de ces programmes, en achète d'autres, et rediffuse les meilleurs programmes de ses chaînes partenaires.

## Activités

### Télévision
TV5 Monde émet 10 signaux, régionalisés distincts, dont huit,, sont diffusés depuis Paris par l'opérateur TV5 Monde SAS,, et le neuvième, TV5 Québec Canada, depuis Montréal par l'opérateur TV5 Québec Canada. Tous les programmes sont en français, mais des sous-titres en langues étrangères sont disponibles selon les signaux,.
- TV5 Monde Europe : première chaîne de TV5 Monde créée en 1984. Sous-titrage en allemand, anglais, espagnol, néerlandais, roumain, russe et français.
- TV5 Québec Canada : chaîne créée en 1988 à destination du Canada et du Québec, diffusé par l'opérateur canado-québécois.
- TV5 Monde Afrique : chaîne créée en 1992 à destination de l'Afrique francophone. Sous-titrage en anglais.
- TV5 Monde Amérique latine : chaîne créée en 1992 à destination de l'Amérique latine et des Caraïbes. Sous-titrage en espagnol et portugais
- TV5 Monde Asie : chaîne créée en 1996 à destination de l'Asie-Pacifique (UTC+05:30 à UTC+12:00). Sous-titrage en anglais et vietnamien.
- TV5 Monde États-Unis : chaîne payante créée en 1998 à destination des États-Unis. Sous-titrage en anglais.
- TV5 Monde Maghreb-Orient : chaîne créée en 1998 à destination du Maghreb et du Moyen-Orient. Sous-titrage en arabe.
- TV5 Monde France Belgique Suisse Monaco : chaîne créée en 1999 à destination des pays européens francophones.
- TV5 Monde Inde & Pakistan : chaîne créée en 2000 à destination de l'Inde et du Pakistan. Sous-titrage en Hindi et Ourdou.
- TV5 Monde Pacifique : chaîne créée en 2009 à destination de l'Extrême-Orient et l'Océanie (UTC+08:00 à UTC+12:00). Sous-titrage en anglais, coréen et japonais.
- TV5 Monde Brésil : chaîne créée en 2015 à destination du Brésil pour respecter les quotas de production locale. Sous-titrage en espagnol et portugais[114].

TV5 Monde diffuse également 3 web TV :
- Tivi5 Monde+ : web TV diffusant depuis le 23 juin 2009 en Europe non francophone, en Afrique, en Amérique latine, en Asie et dans le monde arabe. Elle propose des dessins animés, des divertissements, des programmes éducatifs et de l'information fournis par les chaînes partenaires de TV5 Monde[26],[27].

- TV5 Monde+ Afrique : web TV diffusant depuis le 25 mai 2010 des programmes destinés au continent africain dans différentes thématiques : cinéma, information, musique, fiction, documentaires, sport et culture[115].

- TV5 Monde Info : web TV diffusant 24 heures sur 24 tous les journaux télévisés de TV5 Monde, ainsi que ceux de ses partenaires Radio-Canada, de la RTBF, de France 2, France 3 et de la RTS.

ainsi que 3 chaînes thématiques :
- TiVi5 Monde : chaîne jeunesse diffusant aux États-Unis depuis le 27 janvier 2012, en Afrique depuis juin 2016 et au Maghreb Orient depuis janvier 2022[116],[117]. Elle reprend des programmes tels que des dessins animés, des films et des émissions éducatives de la web TV Tivi5 Monde Plus lancée en 2009[29],[42].

- TV5 Monde Style HD : chaîne sur l'« art de vivre à la française » émettant depuis le 8 avril 2015 en Asie-Pacifique et dans le monde arabe. Sous-titrée en anglais, chinois et en arabe, elle diffuse des programmes sur la mode, le luxe, l'hôtellerie, la joaillerie, la gastronomie, l'œnologie, le design, l'art des jardins, l'architecture, le patrimoine culturel et historique[35],[36].

- Unis : chaîne de télévision appartenant au consortium TV5 Québec Canada diffusant depuis le 1er septembre 2014 au Canada. Elle se concentre sur les communautés francophones canadiennes hors Québec[118].

et 2 chaînes fast en France et en Italie :
- TV5 Monde Info
- TV5 Monde Voyage

### Plateformes numériques

#### Site web
Le site internet TV5MONDE est en ligne depuis 1995. Il propose un traitement de l'actualité française et mondiale, des programmes d'enseignement et d'apprentissage de la langue française par niveau, des informations sur les programmes ainsi que la télévision en direct.

#### La plateforme AVOD TV5MONDEplus
TV5MONDEplus est créée le 9 septembre 2020,. La plateforme AVOD,permet d'élargir l'offre de la chaîne et est disponible via un site dédié et des applications mobiles (IOS ou Android). Le catalogue comptabilise plus de 7 000 heures de programmes généralistes et est disponible gratuitement partout dans le monde, sauf en Chine et aux Pays-Bas pour des raisons contractuelles (exception faite des Etats-Unis dont seuls les téléspectateurs ayant souscrit un abonnement peuvent y accéder),. TV5MONDEplus propose les sous-titres en 5 langues: français, anglais, espagnol, arabe et allemand.

## Diffusion
TV5 Monde utilise plusieurs moyens pour transmettre ses programmes dans le monde : le satellite, le câble, le streaming sur PC et la télévision IP.
TV5 Monde émet depuis le 2 janvier 1984. Elle est l'un des trois plus grands réseaux mondiaux de télévision avec MTV et CNN. Selon sa position géographique, le téléspectateur reçoit l'un des neuf signaux de la chaîne.
En 2016, elle est accessible auprès de 291 millions de foyers à travers 200 pays et territoires.
En 2022, elle est accessible par 421 Millions de foyers,.

## Audiences

### Mondiale
La mesure de l'audience d'une chaîne internationale est une opération très compliquée. Dans de nombreux pays où elle est diffusée, il n'existe pas d'instituts de mesure spécialisé comme Médiamétrie en France. La mesure ne s'effectue donc que dans une partie des pays couverts.
En 2016, TV5 Monde est regardée chaque semaine par 50 millions de téléspectateurs.
La chaîne possède un grand potentiel de développement pour son audience, au vu de la forte hausse du nombre de francophones prévue dans le monde, de 220 millions en 2014 à 400 millions en 2025 et même 700 millions en 2050.
|                               | 2002 | 2003 | 2004 | 2005 | 2006 | 2007 | 2009 | 2013 | 2014 | 2016 |
| Téléspectateurs (en millions) | ~37  | ~38  | ~46  | ~74  | ~73  | 75   | 54   | 33,8 | 55   | 50   |

En 2013, l'audience de 33,81 millions de téléspectateurs se décompose en 21,29 millions en Afrique francophone, 8,62 millions en Europe, 2,47 millions en Afrique du nord et Moyen-Orient, 1,3 million en Asie, et 0,13 million en Afrique non francophone.

### Nouveaux médias
En 2015, chaque mois, le site internet reçoit 3,6 millions de visites et 3 millions de vidéos sont vues.
|                         | 2010 | 2011 | 2012 | 2013 | 2014 | 2015 |
| Visiteurs (en millions) | 7,6  | 6,4  | 5,9  | 4,9  | 3,9  | 3,6  |